# Cornetite
La cornetite è un minerale.